# Combobulate
Combobulate ist ein Jazzalbum von Michael Blake. Die am 12. und 13. Januar 2022 im East Side Sound Studio, New York City, entstandenen Aufnahmen erschienen am 14. Oktober 2022 auf Newvelle Records.

## Hintergrund
Das Material für Michael Blakes Album Combobulate (ugs. Kofferwort für Gemeinsam einen Zustand der Verwirrung verlassen und in einen Zustand der Richtigkeit eintreten) entstand kurz vor der COVID-19-Pandemie nach einem Treffen des Saxophonisten mit Blechbläsern (samt Schlagzeuger) in einem Wohnzimmer, das auf Video festgehalten wurde. Nachdem dieses zu Elan Mehler und Jean-Christophe Morisseau, den beiden Inhabern des Labels Newvelle Records gelangt war, entschloss man sich, ein gemeinsames Studioalbum zu produzieren. Dabei spielte der Saxophonist Michael Blake mit dem Trompeter Steven Bernstein, dem Schlagzeuger Allan Mednard, dem Posaunisten Clark Gayton sowie Marcus Rojas und Bob Stewart an den Tubas.

## Titelliste
- Michael Blake: Combobulate (Newvelle Records NV-032)[1]

1. Henry’s Boogaloo 5:05
2. Combobulate 4:53
3. Focus Pocus 4:57
4. Cuyahoga Valley (Roland Blake) 2:20
5. Strange Affair 3:28
6. Bills in the Bell 7:07
7. Bob the Bob (John Lurie) 3:48
8. Malagasy 4:31
9. Anthem for No Country (Bonus track) 5:16
10. Contemplation (Bonus track) 4:17
11. The Parting Glass (Traditional) 3:44

Wenn nicht anders vermerkt, stammen die Kompositionen von Michael Blake.

## Rezeption

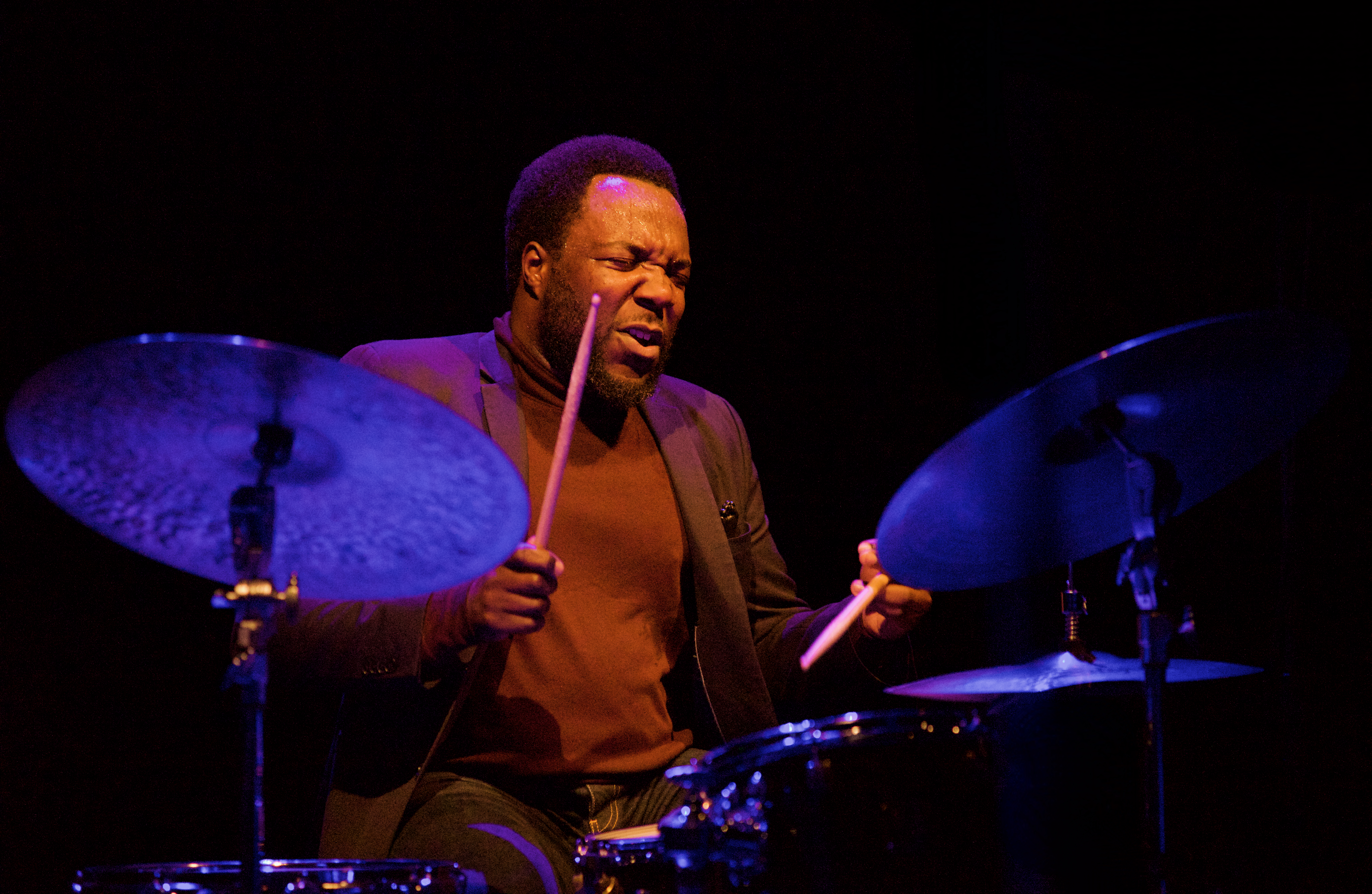
Allan Mednard (2019)

Michael Blake verfüge über die Fähigkeit, eine exzentrische Persönlichkeit im Rahmen des Blues auszudrücken, schrieb Dave Sumner in Bandcamp. Es sei eine Verzerrung des Vertrauten – wie eine banale Uhr, die der Behandlung durch Salvador Dalí unterzogen wurde. Dieser Ansatz verleihe Blakes Album eine noch größere Wirkung, indem es durch ein Blechbläser-Ensemble kanalisiert wird. Aber die Eigentümlichkeit sei nicht die einzige Qualität, die verstärkt werde – ebenso die Überschwänglichkeit und Freude der Musik.
Michael Blakes Album Combobulate würde „eine dringend benötigte Explosion von Farbe und Freude“ aus dem unnachahmlichen musikalischen Esprit des Künstlers feiern, hieß es in Jazzwise. Blakes Neigung, am Rande der Genres [Jazz] zu balancieren, werde durch dieses Album und insbesondere durch das erhebende „Malagasy“ (die Singleauskopplung) nur noch verstärkt. Mit seinem polyrhythmischen 12/8-Groove wurde Michael Blakes Vorliebe für madegassische Chormusik im Mittelpunkt des Stücks stehen. Mit einem titanischen Spiel im unteren Frequenzbereich würden die zwei legendären Tubisten Bob Stewart und Marcus Rojas Hof halten. Phänomenal sei auch Allan Mednard auf dem Schlagzeugstuhl in diesem einzigartigen Ensemble.